# Захаров Костянтин Іванович
Костянтин Іванович Захаров (рос. Захаров Константин Иванович; 1832—1891) — російський медик, доктор медицини, статський радник.

## Біографія
Костянтин Захаров народився в 1832 році; походив із дворянського роду. Початкову освіту отримав у Рязанській чоловічій гімназії, а потім продовжив навчання на медичному факультеті Імператорського Московського університету. Після закінченні університету в 1854 році із званням лікаря призначений полковим лікарем у Московський лейб-гвардії полк.
У 1859 році він був ординатором П'ятигорського військового госпіталю, в 1863 році — старшим ординатором Георгіївського військового госпіталю. В 1869 році Костянтин Іванович Захаров був прикомандирований до Санкт-Петербурзької медико-хірургічної академії для захисту дисертації на ступінь доктора медицини, де і був затверджений у травні 1871 року. Тема дисертації «Гістологічне дослідження загоєння кісткових ран після резекції, ускладненої пораненням нерва».
У тому ж році К. І. Захаров був визначений лікарем у Московське комендантське управління. В 1877 році перевівся в управління гренадерських й армійських стрілецьких батальйонів, але в наступному ж році перейшов знову в комендантське управління (пробув до 1884 року, але за станом здоров'я був змушений вийти у відставку).
Костянтин Іванович Захаров помер 17 вересня 1891 року в місті Москві.

## Вибрана бібліографія
- «О подкожном вспрыскивании сернокислого хинина» («Протоколы общества кавказских врачей», 1865—66 гг., в. Ш, стр. 66);
- «Замечания о лечении серными водами ревматизма, сифилиса и проч.» («Записки русского бальнеологического пятигорского общества», в. I, стр. 179);
- «Несколько практических замечаний за курс лечения водами» (1865 г. «Записки русского бальнеологического пятигорского общества», III, I, стр. 12);
- «О холерных больных в Пятигорском госпитале» («Записки русского бальнеологического пятигорского общества», стр. 62);
- «Некролог И. И. Савицкого» («Записки русского бальнеологического пятигорского общества», стр. 72);
- «Случай лейкемии» («Протоколы общества кавказских врачей», 1868—69 гг., стр. 88);
- «О состоянии сифилитических больных в Пятигорском военном госпитале за 1868 год» («Протоколы общества кавказских врачей», 1869—70 гг., стр. 109);
- «Гистологическое исследование заживления костных ран после резекции, осложненной ранением нерва» (докторская диссертация, СПб. 1871 г.);
- «О подкожных вспрыскиваниях морфия» («Протоколы общества кавказских врачей», 1878—79 гг., стр. 44);
- «Исследование остроты зрения у учеников 2-й Московской прогимназии» («Протоколы общества кавказских врачей», 1881—82 гг., стр. 155).